# Gare de Maple
La gare de Maple est une gare de trains de banlieue à Vaughan en Ontario. La gare est située sur Station Street, entre Major Mackenzie Drive et McNaughton Road. Elle est desservie par les trains de banlieue de la ligne Barrie de GO Transit. Mise en service en 1853, elle est une des gares les plus anciennes en Ontario.

## Situation ferroviaire
La gare est située à la borne 18,3 milles (29,5 km) de la subdivision Newmarket de Metrolinx, entre les gares de Rutherford et de King City.

## Histoire
La première gare de Maple a été construite par le chemin de fer Ontario, Simcoe & Huron (O&SH) alors que la construction se poursuivait vers le nord depuis Toronto. Appelée à l'origine Richmond Hill, cette gare devait être une structure rectangulaire faite principalement de bois, avec un toit de pente et peu d'embellissements architecturaux. Il n'existe aucune photo de cette gare, mais le même modèle a été largement utilisé sur l'O&SH alors que la ligne était presque terminée. Le premier train est arrivé le 16 mai 1853, date à laquelle la ligne a été ouverte au service voyageurs. En 1859, l'O&SH a été réorganisé et a adopté le nom plus connu de Northern Railway of Canada. Le local d'habitation de l'agent de la gare a été construit par le chemin de fer en 1864. La gare a changé de mains à plusieurs reprises à la fin du XIXe siècle et au début du XXe siècle. Tout d'abord, le Northern Railway a fusionné avec le rival Hamilton & Northwestern Railway en 1879, formant ainsi le Northern & Nort-Western Railway (N&NW). Le N&NW a lui-même été acquis par le Grand Tronc en 1888. Le nom de la gare a été changé de Richmond Hill à Maple en 1900, probablement en raison de son emplacement à six kilomètres de la communauté de Richmond Hill.
La gare originale de l'OS&H a succombé à un incendie le 17 mai 1903, et le Grand Tronc a construit une nouvelle gare en juin de la même année. Il s'agit d'un modèle standard construit dans les zones rurales du réseau du Grand Tronc au début du siècle. Bien qu'ayant une architecture plus flamboyante que son prédécesseur, la are présentait des équipements de base similaires. Elle comprenait une salle d'attente, une salle des bagages et le bureau de l'agent de la gare, situé au milieu, face aux voies. Elle est restée un arrêt du Canadien National après que le Grand Tronc, en difficulté financière, ait été fusionné avec lui en 1923. En 1945, un total de huit trains par jour s'arrêtaient à la gare de Maple.
La popularisation de l'automobile au XXe siècle a entraîné un déclin du nombre de passagers. Cette situation a été exacerbée par l'achèvement de l'autoroute 400 en 1952, qui est presque parallèle à la voie ferrée et traverse plusieurs des mêmes communautés. La gare a été fermée aux voyageurs en 1964, laissant son avenir incertain jusqu'à ce que le CN rétablisse le service de banlieue entre Toronto et Barrie en 1974. Après que le CN a transformé son service de transport de passagers en une entité distincte en 1978, le service à Maple a été assuré uniquement par Via Rail. GO Transit a commencé à assurer le service à Maple en 1982, remplaçant le service fourni par Via, après quoi de nouvelles commodités et un stationnement incitatif ont été ajoutés aux alentours. La gare elle-même est préservée jusqu'à aujourd'hui, conservant en grande partie sa forme et ses détails d'origine.

### Réaménagement
La gare de Maple fait l'objet d'un projet de réaménagement afin de bonifier le service de la ligne Barrie. GO Transit vise à mettre en place un service plus fréquent, à double sens, toute la journée, jusqu'à toutes les 15 minutes, sept jours sur sept. Le projet de réaménagement comprend un quai rénové, une réfection du quai ouest, la construction des tunnels nord et sud pour relier au quai ouest, une boucle de bus élargie sur Eagle Rock Way et une connexion du tunnel nord à la boucle de bus, l'amélioration du débarcadère, une nouvelle passerelle pour piétons au-dessus de Major Mackenzie Drive, un mur antibruit le long du côté ouest des voies entre Rutherford Road et McNaughton Road, de nouveaux murs de soutènement, sentiers et aménagements paysagers autour de la passerelle. Une fois la première étape des travaux terminée, une nouvelle tour d'escaliers sera construite, Eagle Rock Way et la boucle de bus seront élargis, et une partie du tunnel piétonnier souterrain sera prolongée pour mener à la future deuxième voie.

## Architecture

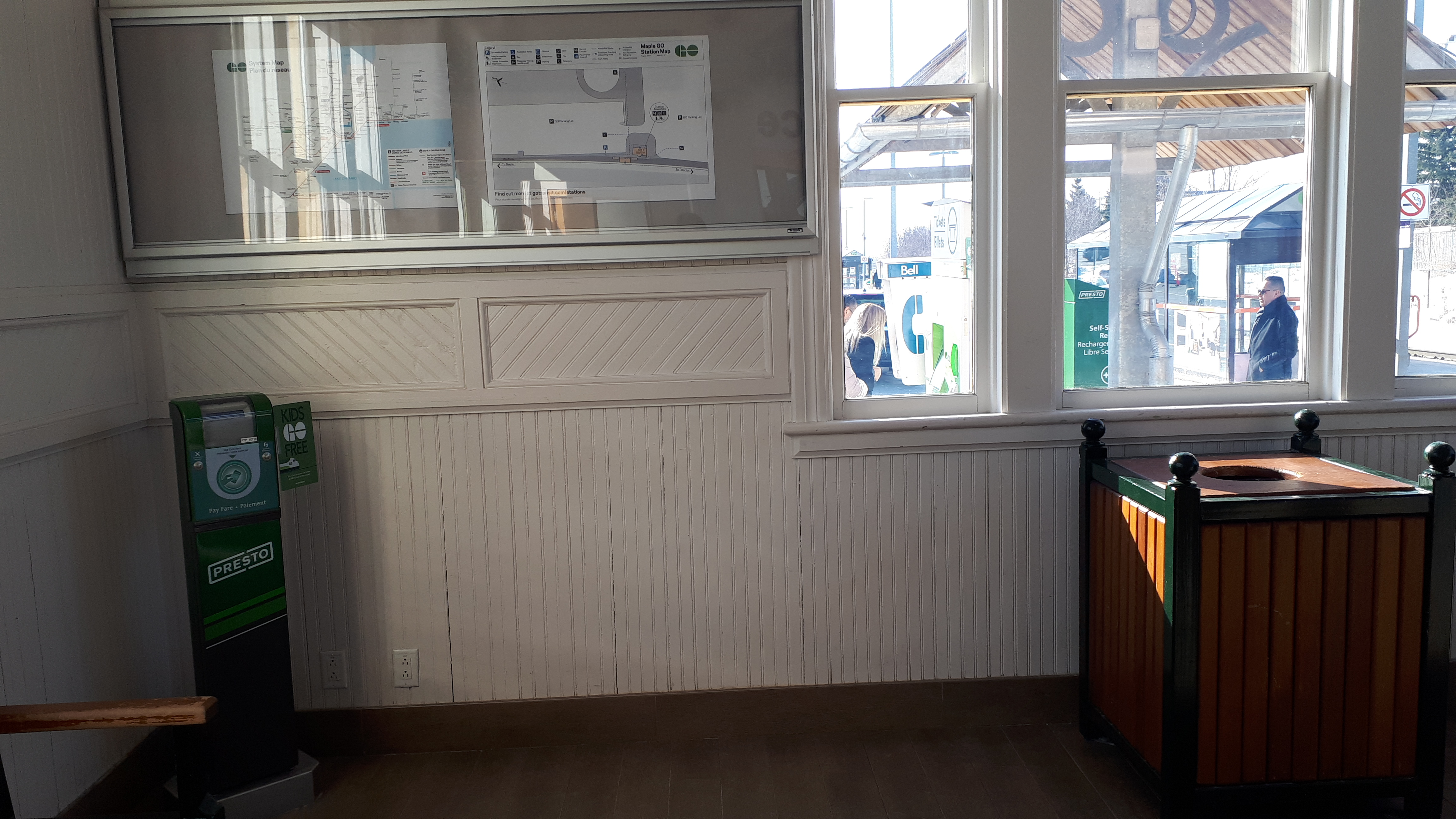
Charpente en bois à l'intérieur de la salle d'attente

La gare est une structure rectangulaire d'un étage unique, presque symétrique avec un toit en coupe à bardeaux de bois et à peinte abrupte. Ce dernier présente des soffites profondes à planches étroites, et est interrompu par trois pignons, chacun surmonté d'un épi de faîtage, projetant des ombres prononcées sur la charpente de la structure. Deux de ces pignons sont situés sur les façades nord et sud de la gare, et un troisième sur la façade ouest, dépassant la fenêtre en saillie polygonale du bureau de l'agent. Les pignons nord et sud sont audacieusement frettés par des planches de rive défilées avec rosaces décoratives. Le pignon ouest présente une applique de treillis en vannerie, des équerres d'angle dépassant les bords inclinés de la bordure, et une planche de rive à cadre semi-circulaire, également décorée de rosettes. La cheminée centrale en brique en encorbellement a été retirée.
Les fenêtres et les portes sont placées dans des positions rythmiques et centralisées sous un cordon de bois cohérent. Leur rectilinéarité verticale est soulignée par l'utilisation d'impostes, d'équerres plates allongées sous les appuis de fenêtres en bois et de panneaux diagonaux à joints en V. Des fenêtres symétrique à guillotine tripartite sont placées au centre des façades nord et sud, sous un panneau d'affichage « Maple » encadré, au-dessus du bandeau. Une troisième fenêtre tripartite se trouve sur la façade est, au sud d'une entrée centrale accessible, avec une grande imposte latérale et une imposte à deux volets au-dessus. Deux grandes fenêtres à guillotine 1/1 sont situées de l'autre côté de cette dernière entrée.
Une entrée séparée, également dotée d'une rampe d'accès, est située sur la façade ouest avec une fenêtre à double battant, au sud de la fenêtre en saillie du bureau de l'agent, ou celle du télégraphiste. La fenêtre en saillie polygonale du télégraphiste est située au centre de la façade ouest, sous le pignon. Les doubles portes de fret au nord, chacune avec deux grandes panneaux diagonaux en V et une lumière à trois panneaux, sont ornées de charnières en fer distinctives qui font la moitié de la longueur de la porte.
La salle d'attente intérieure conserve une grande partie de sa grandeur et de sa matérialité d'origine, bien qu'elle soit légèrement masquée par des dispositifs de sécurité, de signalisation, et de transport contemporains. La salle se distingue par l'élégance du traitement des matériaux et des finitions, comme le revêtement en panneaux perlés, avec une bande de lambris encadrant des panneaux diagonaux joints en V (qui divisaient probablement autrefois une palette de couleurs variées) alignés avec un plafond supérieur haut et plat, courbé entre deux moulures de corniche. Les cadres de portes et de fenêtres sont moulés avec des rosettes d'angle et des appuis accentués. Un ventilateur de plafond contemporain a été placé au centre entre deux grands luminaires suspendus.
Le bureau de l'agent conserve sa vue sur la voie ferrée depuis la fenêtre en saillie. La pièce est également revêtue de panneaux perlés alignés avec un plafond supérieur haut et plat, et interrompus par une bande de lambris avec des panneaux diagonaux joins en V. La moulure simplifiée du plafond fait allusion à la fonction utilitaire de la pièce en comparaison. Un grand pendentif central, comme on en voit dans la salle d'attente, est suspendu au plafond. Un tableau d'interrupteurs à deux voies est conservé, situé au centre de la fenêtre en saillie. Ses deux lignes tubulaires dépassent verticalement le plafond et pourtant, à première vue, elles semblent peintes et se replient gracieusement pour se fondre dans la moulure. La salle des bagages, au nord du bâtiment, a cependant été obstruée par des aménagements contemporains, notamment une salle d'entretien et des toilettes aux finitions entièrement nouvelles.
La conception pittoresque de la gare de Maple, qui ressemble à un chalet, est basée sur le « Stick Style », un style d'habitation américain qui était populaire entre 1850 et 1890. Variante du gothique charpentier, le Stick Style mettait l'accent sur l'ossature ou la charpente du bâtiment en utilisant des croisillons extérieurs appliqués et une charpente verticale et horizontale. La garniture en planches, les panneaux à joints en V, et le bardage à planches et à tasseaux sont tous des caractéristiques typiques de ce style. Dans la conception du Grand Tronc, ces caractéristiques gothiques sont greffées sur un cube de base et organisées selon les principes classiques en trois registres horizontaux. D'autres détails classiques sont incorporés dans la conception, notamment des impostes de porte surdimensionnées et des encadrements épais sur toutes les ouvertures.
La gare est l'un des nombreux exemples restants des gares du Stick Style standard du Grand Tronc, développées au début du XXe siècle en tant que style « signature » du chemin de fer, et se distingue particulièrement par son échelle domestique plus petite. Sa construction s'est inspirée de celle de la gare de Milton construite vers 1900, également appelée le « modèle Milton ». Bien qu'elle ne soit plus en service, l'ancienne gare de Milton a été préservée, déplacée au parc Unity en 1982, et sert actuellement de siège à l'office du tourisme de Milton.

## Service aux voyageurs

### Accueil

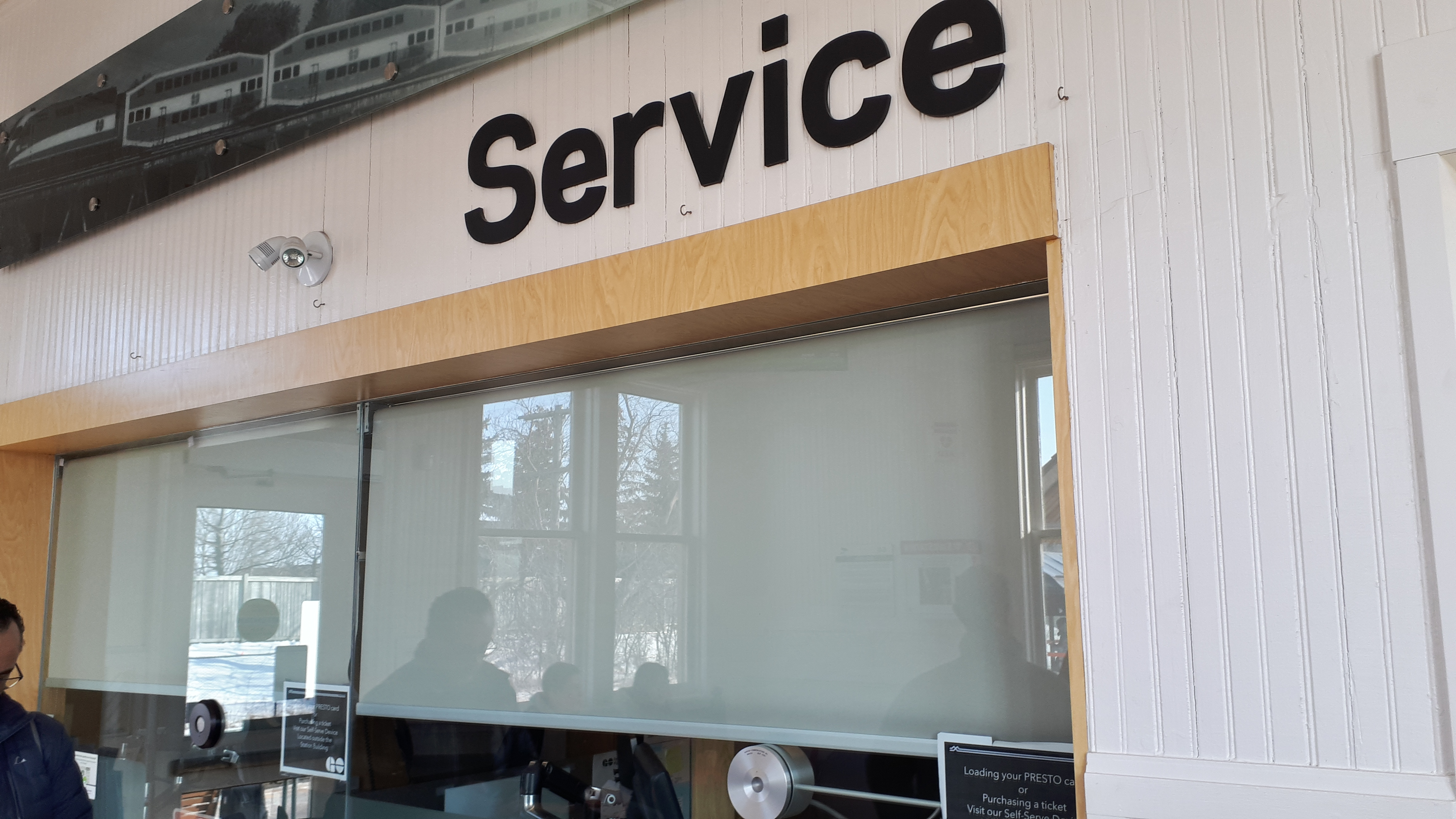
Guichet de GO Transit

La billetterie de GO Transit est ouverte en semaine de 5 h 10 à 9 h 15, fermée les fins de semaine et jours fériés. L'ambassadeur de la gare GO peut aider les clients à configurer un type de tarif ou à définir un trajet par défaut sur la carte Presto. Les clients disposent également d'options en libre-service, notamment l'achat d'un billet papier dans un distributeur automatique de billets, le chargement d'une carte Presto dans un distributeur automatique de billets compatible avec Presto, l'achat d'un billet électronique avec leur téléphone intelligent et le paiement au valideur avec une carte de crédit sans contact ou une carte Presto.
La gare est équipée d'une salle d'attente, des toilettes, d'un abri de quai chauffé, de Wi-Fi, d'un téléphone payant, d'un débarcadère et d'un stationnement incitatif. Le stationnement incitatif se dispose des places réservées et d'une zone de covoiturage.

### Dessert
À partir du 8 avril 2023, sept trains en provenance d'Allandale Waterfront et à destination de la gare de Toronto Union s'arrêtent à cette gare pendant la période de pointe du matin, ainsi qu'un train en provenance de Bradford. Aux heures de pointe de l'après-midi, sept trains à destination d'Allandale Waterfront et un train à destination de Bradford s'arrêtent à cette gare. Le week-end, six trains à destination d'Union et six à destination d'Allandale Waterfront s'arrêtent à cette gare.
En dehors des heures de pointe, un service de bus est proposé entre la gare Union et la gare d'Aurora ou la gare d'East Gwillimbury. Les bus de correspondance continuent jusqu'à la gare d'Allandale Waterfront. Comme GO Transit déplace son service de bus de la gare routière du centre-ville vers Allandale Waterfront, les passagers se dirigeant vers le centre-ville de Barrie doivent faire une correspondance avec les bus locaux de Barrie Transit.

### Intermodalité
La gare de Maple est desservie par les lignes d'autobus de GO Transit et de York Region Transit suivantes :

#### GO Transit
- 63 King City - Toronto (Une fois par jour, en semaine tôt le matin)
  - Direction sud vers la gare Union de Toronto
- 65 Newmarket - Toronto (7 jours sur 7, tôt le matin ou tard le soir)
  - Direction sud vers la gare Union de Toronto
  - Direction nord vers la gare d'East Gwilimbury

#### York Region Transit
- 4 Major Mackenzie (tous les jours)
  - Direction est vers Markland Street
  - Direction ouest vers Pine Valley Drive via le terminus Major Mackenzie West (à partir du 6 novembre 2022)
- 22 King City (service suspendu jusqu'à nouvel ordre)

La correspondance est gratuite entre GO Transit et York Region Transit. Les passagers doivent présenter une carte Presto, un billet unitaire de GO Transit ou un laissez-passer journalier valide. La carte Presto calcule automatiquement le rabais et l'applique au compte Presto. La correspondance est valide pendant deux heures à partir d'un autobus de YRT, et pendant trois heures à partir d'un train ou d'un autobus de GO Transit.
Ainsi, le service Mobility On-Request Maple-Rutherford GO permet de voyager directement entre les gares de Maple et de Rutherford et une adresse fixe dans la zone de service. Les clients peuvent utiliser l'application Mobility On-Request pour réserver une prise en charge par un véhicule de York Region Transit depuis le trottoir de son domicile et se faire déposer à la gare de son choix. Le même service sera proposé le soir pour le retour à la maison depuis la gare. Le même tarif de YRT s'applique au service Mobility On-Request.

## Dans les films
La gare est apparue dans un épisode de la série « Le Vagabond » en 1981.